# 女子十二樂坊

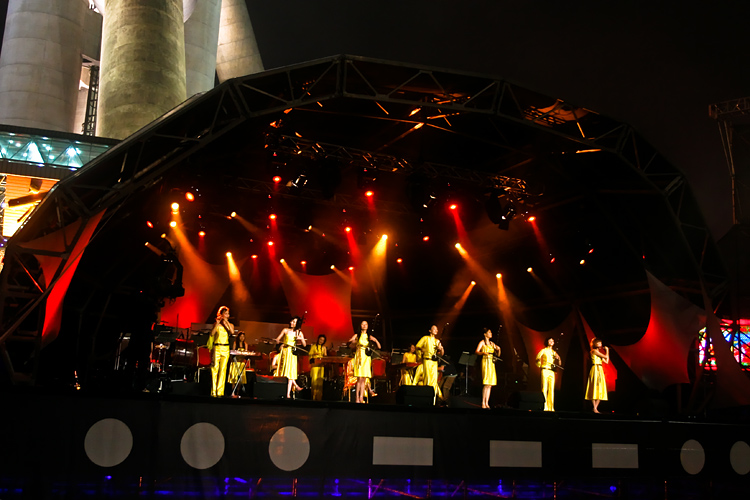
女子十二乐坊在上海东方明珠演出

女子十二樂坊是中國一個以流行音樂形式來演奏中国民樂的樂團。由經紀人王曉京於2001年6月18日創立，為北京世紀星碟文化傳播有限公司旗下藝人組合。

## 概要
樂坊成軍初時有十多人，2003年起穩定人數至13人，鼎盛時期活躍於中國與日本樂壇，也在東南亞與歐美地區獲得熱烈迴響。2006年張爽退出樂坊。2008年殷焱、詹麗君及馬菁菁先後退出樂坊，由王琳（原"小女子十二樂坊"團員）接任殷焱的位置，馬亞晶（原"半打玫瑰"團員）接任馬菁菁的位置，該時期二胡為4人。2009年初詹麗君、馬菁菁與張爽3位前團員自組樂團"Alive2"，並發行專輯《Alive2-Again》專輯，而周健楠、張琨、雷瀅、孫源、孫婷、蔣瑾、楊松梅、王琳及馬亞晶也於當時退出樂坊並與原"半打玫瑰"成員蔣彥（琵琶）及趙曉姝（竹笛）另組V12樂團，但成立半年未成功即解散，後於12月改組成立ViVA Girls雅樂團，其以音樂劇《人間四季》成功打響名號並發行多張專輯與EP，蔣瑾與馬亞晶目前仍在該樂團，王琳則回到女子十二樂坊。2010年6月前團員周健楠、張琨、雷瀅、孫源、孫婷及楊松梅自組民樂團“麗樂團”，並發行EP《麗春》，孫源近年已回到樂坊擔任竹笛演奏；女子十二樂坊現仍有在中國大陸國內各地演出。
經紀人定位女子十二樂坊的音樂為「視覺音樂」。所有團員皆來自於中國各地音樂大專院校，但是在日本出道成名，甚至日本出品的電玩遊戲也採用了這團體的演奏作品。

## 年表

### 2001年至2005年
- 2001年
  - 6月18日成立於北京。
  - 10月5日在北京21世紀劇院舉辦第一次音樂會。
- 2002年
  - 2月，在中央電視台舉辦的春節晚會上演出。
- 2003年
  - 1月7日   在北京展覽館劇場舉辦音樂會。
  - 7月24日  北京世紀星碟文化傳播有限公司與日本Platia株式會社共同運作女子十二樂坊，進軍日本市場。《女子十二樂坊》專辑在日本上市發行。
  - 12月31日榮獲《2003年日本唱片大獎》，並参加了2003年度“日本紅白歌會”。
- 2004年
  - 1月  參加“中國輕音樂學會學會獎”評選，獲得六項提名獎，並獲得五項大獎。
  - 1月2日  在日本武道館舉辦專場音樂會。
  - 1月15－18日在香港紅館舉辦音樂會。原定只開兩場，後因反應熱烈而加至四場。
  - 2月20日“女子十二樂坊”被杭州市聘為“杭州旅遊形象代言人”。
  - 3月3日  第二張專輯《輝煌》在日本上市發行，創造了新的銷售記錄：在日本上市首日銷量第一，上市第一周銷量第一。
  - 3月10日  榮獲日本2003年度傑出藝人獎及唱片銷量獎。
  - 3月19－20日  在北京展覽館刻場成功舉辦了《在那遙遠的地方——王洛賓作品音樂會》。
  - 4月1日－5月8日  在日本國内20多個城市巡迴演出了32場音樂會。
  - 6月11－28日  在新加坡、馬來西亞、台灣、泰國及印度尼西亞舉辦了“輝煌奇迹——東南亞巡迴演奏會”
  - 8月11日-9月8日  “女子十二樂坊”在美國洛杉磯、西雅圖、三藩市、明尼阿波利斯、芝加哥、阿特蘭大、紐約、夏威夷等地展開巡演宣傳活動，所到之處再次掀起一股中國民樂的流行風潮。
  - 8月17日  首張專輯《東方動力》在北美上市，專輯發行第一周便取得了相當出色的成績，名列公告牌二百强专辑榜排行榜的第62位，這也是中國本土音樂家在北美唱片市場上創下的最高排名紀錄。根據美國唱片工業協會（RIAA）公布的數據顯示，女子十二樂坊的專輯自8月17日上市以來，連續11周穩居國際類唱片銷量排行榜的冠軍。並憑借首張在北美地區發行的專輯《Eastern Energy》的銷量成績，榮獲第47屆格林美綜合類最佳新人獎及世界音樂類最佳世界音樂專輯獎的兩項提名候選。
  - 10月-12月   在上海、杭州、寧波、廣州、深圳等地成功舉辦音樂會，場場爆滿、一票難求、所到之處好評如潮。
- 2005年
  - 1月8日-9日  在北京展覽館劇場成功舉辦兩場音樂會。這是兩場視覺與聽覺完美結合的雙重享受音樂盛典。
  - 1月26日  亞洲第三张專辑《敦煌》在日本東京舉行全亞洲同步首發儀式，當日銷量突破10萬大關。
  - 1月27日  登上日本唱片公信榜第6位。
  - 3月4日-4月9日  開始了為期一個月的日本巡迴演出。
  - 3月10日  再次蟬聯日本第19界唱片工業協會“金碟獎”之年度最佳海外藝人大獎。
  - 4月-10月，女子十二樂坊開始為日本朝日電視台卡通多啦A夢電視主題曲曲演奏。
  - 6月中旬  在香港紅磡體育館參加慶祝香港主權移交8周年《情湡香江相約東南》大型文藝慶典
  - 7月1日——31日   東南亞巡迴演出，所到城市包括台灣、香港、新加坡、吉隆坡等。（7月16、17日在台灣的國父紀念館舉辦了兩場演出，是迄今為止第一個在台灣進行商業演出的大陸文藝團體）
  - 8月  發行《女子十二樂坊三周年紀念專輯》是女子十二樂坊繼亞洲巡迴演出後，回歸中土之旅最精華之作全記錄。
  - 9月19日  作為文化使者，參加在日本名古屋舉辦的世博會接旗儀式。
  - 10月2日—11月6日  北美巡迴演出。足迹踏遍多倫多、蒙特利爾、華盛頓、三藩市、洛杉磯等知名大城市，樂坊的音樂成功打入了北美地區的主流音樂市場。外國有人穿中國的民族服飾來觀看樂坊的演出。並在緊湊的演出安排下，參加了遭遇颶風侵害的北卡地區的賑災義演活動。
  - 11月  發行了首次用中國民族樂器演奏的《女子十二樂坊聖誕專輯》
  - 11月29日—12月28日  進行了一年中的第二次日本巡迴演出，在此期間，舉辦了向日本學校贈送樂器等活動，並參與了拯救日本患抑鬱症小男孩的電視節目錄製工作，樂坊與男孩一起演出了一場《地上的星》。
  - 12月  榮登被舉為全美流行音樂界權威的Billboard排行榜Top10。
  - 12月2日  參加中日媒體聯誼會。

### 2006年至2007年
- 2006年
  - 3月25日  女子十二樂坊在北京人民大會堂舉辦專場演出。
  - 4月  女子十二樂坊亮相韓國第42屆百想藝術大獎頒獎典禮。
  - 5月17日—6月5日  在韓國進行10場巡迴演出，預計覆蓋人群逾25000人。
  - 6月16、17日  世紀星碟公司於16、17日在北京展覽館舉辦兩場女子十二樂坊的專場音會會作為五周年慶典。並推出了《美麗的能量——經典珍藏系列專輯》之《中國篇》、《日本篇》、《歐美篇》、《創作篇》等。同年發行《王洛濱音樂會》紀念專輯。
  - 6月25日—8月10日  女子十二樂坊在日本的數大主要城市巡迴演出20場。
  - 10月23日  女子十二樂坊參加北京奧組委閉幕儀式晚會。
  - 11月5日—10日  上海與美國PBS電視台合作在東方明珠電視塔進行拍攝。
  - 11月12日—30日  與華泰公司合作，在深圳、太原、西安、武漢、濟南等城市作巡迴演出。
- 2007年
  - 5月30日  在日本新的專輯發售，世界名作劇場－日本抒情歌曲集。
  - 6月8日   女子十二樂坊於北京出席為與美國PBS電視台合作的<<上海>>垷場音樂會DVD發行的新聞發布會。
  - 6月24日  為上海電影節閉幕儀式擔任表演嘉賓。
  - 8月11日   首度於菲律賓舉行專場音樂會。
  - 8月15日—9月25日  在日本各大城市進行巡迴演出。
  - 10月進行美國巡迴演出。計劃將於10月2日在加州的奥克蘭開始，該巡演還包括10月5日在洛杉磯的希臘劇院（Greek Theatre）首次演出，以及在聖迭哥、西雅圖、波特蘭、芝加哥、底特律、克利夫蘭、費城、波士頓、紐約、達拉斯、休斯頓、邁阿密、坦帕、亞特蘭大舉行的音樂會。

## 专辑Oricon累积销量
|      | 序号 | 專輯名稱 | 發售日期       | Oricon累計銷量 |
| ---- | ---- | -------- | -------------- | -------------- |
| 專輯 | 1st  |          | 2003年7月24日  | 1,661,354枚    |
| 專輯 | 2nd  |          | 2003年11月16日 | 320,753枚      |
| 專輯 | 3rd  |          | 2004年3月3日   | 325,245枚      |
| 專輯 | 4th  |          | 2004年7月24日  | 59,242枚       |
| 專輯 | 5th  | 上海     | 2007年8月22日  | 989枚          |

## 成员

### 二胡
- 上官振楠
- 許慧
- 楊陽
- 朱智琴

### 琵琶
- 石娟（團長）
- 仲宝
- 王楊

### 扬琴
- 马菁菁
- 扬松梅
- 孙莉莉
- 田超
- 任佳琪
- 崔佳怡

### 古筝
- 周健楠

### 笛子
- 廖彬曲
- 陳雪嬌

### 二胡
- 秦子婧
- 金晶
- 罗翩翩
- 王琳
- 于秋實
- 魏虹

### 古筝
- 于秋璇

### 笛子
- 孫瀟夢
- 张迪

### 揚琴
- 馬慧
- 張靜
- 田超
- 孙莉

### 中阮
- 臧晓鹏
- 周唅

### 独弦琴
- 唐小媛

### 全盛時期成員
经纪人：孟含

### 二胡
- 孫婷
- 殷焱
- 詹麗君
- 蔣瑾
- 雷瀅（兼任獨弦琴）

### 琵琶
- 張爽
- 張琨
- 仲宝

### 揚琴
- 楊松梅
- 馬菁菁（兼任古箏）

### 古筝
- 周健楠

### 笛子
- 孫媛
- 廖彬曲

### 成立初期成員
- 霍曉君（二胡）
- 趙光瑾（琵琶）
- 杜文婷（琵琶）
- 王佚文（二胡）

## 歷年專輯
- 2001年首張專輯《魅力音樂會》發行。
- 2003年7月24日同名專輯《女子十二樂坊Beautiful Energy》於日本首次發行。創下首日售出一万张，两个月内突破百万张大关
- 2003年11月《奇跡》專輯於日本、香港、台灣等地區發行，銷量百萬。
- 2004年3月3日第二張專輯《輝煌》率先在日本發行。
- 2004年4月內地及東南亞地區發售專輯《輝煌》。
- 2004年8月香港推出《Red Hot Classic》專輯。
- 2005年1-2月第三張專輯《敦煌》分別在日本、內地、東南亞地區發行。
- 2005年6月香港推出《女子十二樂坊2005絲綢之旅音樂會三周年紀念精裝版CD+DVD》，其後7月於台灣發售。
- 2005年7月27日日本發行《女子十二楽坊～THE BEST OF COVERS～》。
- 2005年8月24日《日本公演2005～Romantic Energy～》推出。
- 2005年11月內地、香港發行世界首張以民樂演繹的聖誕樂曲專輯《White Christmas》；日本發行《Merry Christmas To You～女子十二楽坊～》。
- 2006年，女子十二乐坊与半打玫瑰一起向马来西亚著名歌手罗宾以伴奏合作，在威扬集团发行罗宾的贺岁专辑。
- 2006年3月香港發行《The Best Of 12 Girls Band》專輯。
- 2006年4月12日日本發行《女子十二楽坊　Best》。
- 2006年5月韓國發行《女子十二樂坊2005絲綢之旅音樂會三周年紀念精裝版CD+DVD》及《The Best Of 12 Girls Band》專輯。
- 2006年6月21日《世界名曲劇場～序曲～》於日本發行。
- 2006年7月中內地推出《美麗的能量——經典珍藏系列專輯》之《中國篇》、《日本篇》、《歐美篇》、《創作篇》等。
- 2006年9月22日內地、香港同步發行《王洛賓作品音樂紀念專輯》。
- 2006年11月22日《世界名曲劇場～第一幕中国民謡集～》於日本首發。
- 2007年1月內地發行《同歡共樂賀新年》。
- 2007年5月30日於日本发售《世界名作剧场-日本抒情歌曲集》。
- 2007年6月在內地以及東南亞地區推出與美国PBS电视台合作的《上海》现场音乐会CD, DVD。
- 2007年8月22日《上海》現場音樂會CD及DVD於日本發售。
- 2010年10月16日《弦音拾愛 - 10周年紀念專輯》

## 外部連結
- 官方网站
- 女子十二樂坊的新浪微博